# Vi mødes i forsamlingshuset
|  | Denne artikel er oprettet af botten PalnaBot ud fra en ekstern database. Den kan derfor have sproglige fejl eller mangler. Denne skabelon kan fjernes efter kontrol af indholdet. |

Vi mødes i forsamlingshuset er en film instrueret af Annelise Demuth Steen efter manuskript af Annelise Demuth Steen.

## Handling
Aktiviteter året igennem i Ørslev forsamlingshus, beliggende mellem Assens og Middelfart på Vestfyn. Forsamlingshuset samler landsbyens indbyggere til familiefester, tøndeslagning, borgermøder, foredrag, bankospil, teaterforestillinger og meget mere. Et naturligt omdrejningspunkt for samvær i en tid, hvor der kun er en købmand tilbage i det lille sogn.